# Ruta Estatal de California 218
La Ruta Estatal de California 218, abreviada SR 218 (en inglés: California State Route 218) es una carretera estatal estadounidense ubicada en el estado de California. La carretera inicia en el Oeste desde la SR 1     en Seaside en sentido Este hasta finalizar en la SR 68     en Del Rey Oaks. La carretera tiene una longitud de 4,6 km (2.850 mi).

## Mantenimiento
Al igual que las autopistas interestatales, y las rutas federales y el resto de carreteras estatales, la Ruta Estatal de California 218 es administrada y mantenida por el Departamento de Transporte de California por sus siglas en inglés Caltrans.